# Internet Explorer 6
Internet Explorer 6 is een webbrowser die ontwikkeld is door Microsoft. De browser werd uitgegeven in 2001 en meegeleverd met Windows XP.
Vanwege de gebrekkige manier waarop versie 6 van IE webstandaarden ondersteunt adviseren verschillende grote sites geen gebruik meer te maken van deze versie en te upgraden naar een nieuwere versie van IE of een andere browser te gebruiken. Sites die dit doen zijn onder andere YouTube en Twitter.
Begin 2011 adviseerde Microsoft zelf om versie 6 van hun browser niet meer te gebruiken.

## Uitgavegeschiedenis
| Versies    | Datum            | Vernieuwingen                                                                                                  | Ondersteuning                                                       |
| ---------- | ---------------- | --- | ------------------------------------------------------------------- |
| 6.0 bèta 1 | 22 maart 2001    | Verbeterde CSS-ondersteuning en bugfixes om beter aan de W3C-voorwaarden te voldoen. Toevoeging van Smart tag. |                                                                     |
| 6.0        | 27 augustus 2001 | Smart tag verwijderd.                                                                                          | Windows 98, Windows Me, Windows NT 4.0, Windows 2000 en Windows XP. |
| 6.0 SP1    | 9 september 2002 | Bugfixrelease.                                                                                                 | Windows 98, Windows Me, Windows NT 4.0, Windows 2000 en Windows XP. |
| 6.0 SP2    | 25 augustus 2004 | Bugfixrelease. Pop-up/ActiveX-blocker. Add-on-manager.                                                         | Windows XP.                                                         |
| 6.0 SP3    | 21 april 2008    | Bugfixrelease.                                                                                                 | Windows XP.                                                         |